# Liste der Bodendenkmale in Meiningen
Die Liste der Bodendenkmale in Meiningen ist eine Teilliste der Liste der Kulturdenkmale in Meiningen und führt die Bodendenkmale und Gartendenkmale in der Kreisstadt Meiningen in Südthüringen auf. Die Erfassung aller Denkmale in die Denkmalliste der Unteren Denkmalschutzbehörde in Meiningen ist noch nicht abgeschlossen. Die Liste erhebt somit keinen Anspruch auf Vollständigkeit. Mögliche Bodendenkmale im 2024 eingemeindeten Ortsteil Sülzfeld sind nicht enthalten.

## Legende
- Bild: zeigt ein Bild des Kulturdenkmals und gegebenenfalls einen Link zu weiteren Fotos des Kulturdenkmals im Medienarchiv Wikimedia Commons
- Bezeichnung: Name, Bezeichnung oder die Art des Kulturdenkmals
- Lage: Wenn vorhanden Straßenname und Hausnummer des Kulturdenkmals; Grundsortierung der Liste erfolgt nach dieser Adresse. Der Link Karte führt zu verschiedenen Kartendarstellungen und nennt die Koordinaten des Kulturdenkmals.
 Kartenansicht, um Koordinaten zu setzen – in dieser Kartenansicht sind Kulturdenkmale ohne Koordinaten mit einem roten bzw. orangen Marker dargestellt und können in der Karte gesetzt werden. Kulturdenkmale ohne Bild sind mit einem blauen bzw. roten Marker gekennzeichnet, Kulturdenkmale mit Bild mit einem grünen bzw. orangen Marker.
- Datierung: gibt das Jahr der Fertigstellung beziehungsweise das Datum der Erstnennung oder den Zeitraum der Errichtung an
- Beschreibung: bauliche und geschichtliche Einzelheiten des Kulturdenkmals, vorzugsweise die Denkmaleigenschaften
- ID: Die ID identifiziert das Kulturdenkmal eindeutig. In Thüringen sind aktuell keine IDs veröffentlicht. In der ID-Spalte kann sich auch folgendes Icon  befinden, dies führt zu Angaben zu diesem Kulturdenkmal bei Wikidata.

| Bild | Bezeichnung                 | Lage                                             | Datierung | Beschreibung | ID |
| --- | --------------------------- | ------------------------------------------------ | --------- | --- | -- |
| Fotos hochladen                                                                                             | Bleichgräben                | Historische Altstadt (Karte)                     |           | Der einstigen Stadtmauer vorgelagerte zwei parallel verlaufende Wassergräben mit dazwischen liegendem Wall, umschließt den Ost- und Nordteil der Altstadt. Ursprünglich bestand die Anlage aus drei Gräben und zwei Wällen. Existiert heute als grüner Gürtel mit Promenadenweg und Allee um die Altstadt. |    |
| Fotos hochladen                                                                                             | Friedhof                    | Englischer Garten (Karte)                        |           | Alter Friedhof: bis Mitte des 19. Jahrhunderts genutzter Friedhof im Süden des Englischen Gartens, zahlreiche erhaltene Grabsteine und Monumente. |    |
| weitere Bilder Fotos hochladen                                                                              | Parkfriedhof                | Berliner Straße 13–17, Meiningen-Ost (Karte)     | 1838      | Von 1835 bis 1838 angelegter Friedhof mit neugotischem Eingangsgebäude, mehrmals erweitert und Ende des 19. Jahrhunderts als englischen Landschaftspark gestaltet. Wird auch als Gartendenkmal geführt. |    |
| weitere Bilder Fotos hochladen                                                                              | Englischer Garten           | Stadtzentrum Meiningen (Karte)                   | 1782      | Rund zwölf Hektar großer Englischer Landschaftspark, angelegt ab 1782. |    |
| weitere Bilder Fotos hochladen                                                                              | Schlosspark                 | Stadtzentrum Meiningen (Karte)                   |           | Englischer Landschaftspark, von 1692 bis 1770 zunächst als Barock-Garten angelegt. |    |
| weitere Bilder Fotos hochladen                                                                              | Landschaftspark Herrenberg  | Stadtteil West (Karte)                           |           | Historische Parkanlage, angelegt Ende 17. Jahrhundert, ab 19. Jahrhundert zum Waldpark gewandelt. |    |
| weitere Bilder Fotos hochladen                                                                              | Friedhof                    | Berliner Straße 13 (Karte)                       |           | Jüdischer Friedhof der Kernstadt Meiningen |    |
| weitere Bilder Fotos hochladen                                                                              | Friedhof                    | Walldorf (Karte)                                 |           | Jüdischer Friedhof vom Ortsteil Walldorf |    |
| weitere Bilder Fotos hochladen                                                                              | Friedhof                    | Dreißigacker (Karte)                             |           | Jüdischer Friedhof vom Ortsteil Dreißigacker |    |
| BW | Allee                       | Dreißigacker, Am Denkmal–Berkeser Straße (Karte) | 1709      | 1709 angelegte 380 m lange Kastanienallee mit Sichtachse zum Schloss Dreißigacker. |    |
| weitere Bilder Fotos hochladen                                                                              | Schlossplatz und Burg Erlig | Schlossplatz 1, Meiningen (Karte)                |           | Gelände um Schloss Elisabethenburg und der ehemalige Burg Meiningen (Erlig) |    |
| Fotos hochladen                                                                                             | Stadtbefestigung            | Historische Altstadt (Karte)                     |           | Reste der einstige Stadtbefestigung wie Mauerteile und Schalenturm |    |
| weitere Bilder Fotos hochladen                                                                              | Burg                        | Haßfurter Grund Alte Frankfurter Straße (Karte)  |           | Wallanlage und Mauerreste der Burgruine Habichtsburg |    |
| weitere Bilder Fotos hochladen                                                                              | Burg                        | Landsberger Straße 150, Meiningen (Karte)        |           | Ruine der Burg Landeswehre, Reste vom Bergfried und Mauern |    |
| [[Vorlage:Bilderwunsch/code!/O:!/C:50.562264,10.419978!/D:Obere Landwehr Meiningen-Ost, Wallanlage!/\|BW]]  | Wallanlage                  | Obere Landwehr Meiningen-Ost (Karte)             |           | Reste der Wallanlage der ehemaligen „Oberen Landwehr“, einer Grenzanlage aus dem Mittelalter. |    |
| [[Vorlage:Bilderwunsch/code!/O:!/C:50.577274,10.423862!/D:Untere Landwehr Meiningen-Ost, Wallanlage!/\|BW]] | Wallanlage                  | Untere Landwehr Meiningen-Ost (Karte)            |           | Reste der Wallanlage der ehemaligen „Unteren Landwehr“, einer Grenzanlage aus dem Mittelalter. |    |
| weitere Bilder Fotos hochladen                                                                              | Höhle                       | Am Dietrich 2 Meiningen-West (Karte)             | 1915      | Goetz-Höhle, 1915 entdeckte und seit 1934 zugängliche Kluft- und Spaltenhöhle. |    |
| BW | Kirchenburg                 | Herpf, Ortskern (Karte)                          |           | Kirchenburg: Kirchhof, Reste der Wehrmauer und Schalentürme, Gaden, Zwinger |    |